# Joyeux Noël (Les Sentinelles de l'air)
Pour les articles homonymes, voir Joyeux Noël.
Joyeux Noël est le 6e épisode de la seconde saison de la série Les Sentinelles de l'air. C'est le 32e et tout dernier épisode de la série.

## Synopsis
Une fusée avec des jouets décolle vers l'hôpital de Coralsville et pendant ce temps-là, deux criminels cambriolent l'or d'une banque juste à côté du magasin de jouets et les deux voleurs se cachent dans la fusée de jouet. Nicky, un petit garçon de l'hôpital, passe le temps des fêtes sur l'île des Tracy.